# Orfeó de Sabadell
L'Orfeó de Sabadell és una entitat artística i musical dedicada a la música coral de la ciutat de Sabadell, constituïda a l'octubre de 1904 per Antoni Costa Avellaneda i Josep Planas i Argemí (1873-1950), que en fou el director fins al 1948, en el si del Centre Català. L'Orfeó debutà el dia 8 de desembre de 1904 a la parròquia de Sant Fèlix.

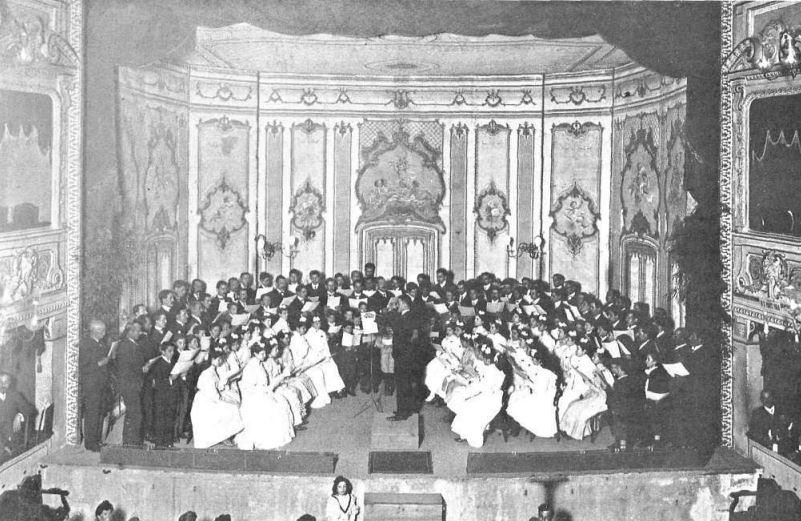
Any 1905

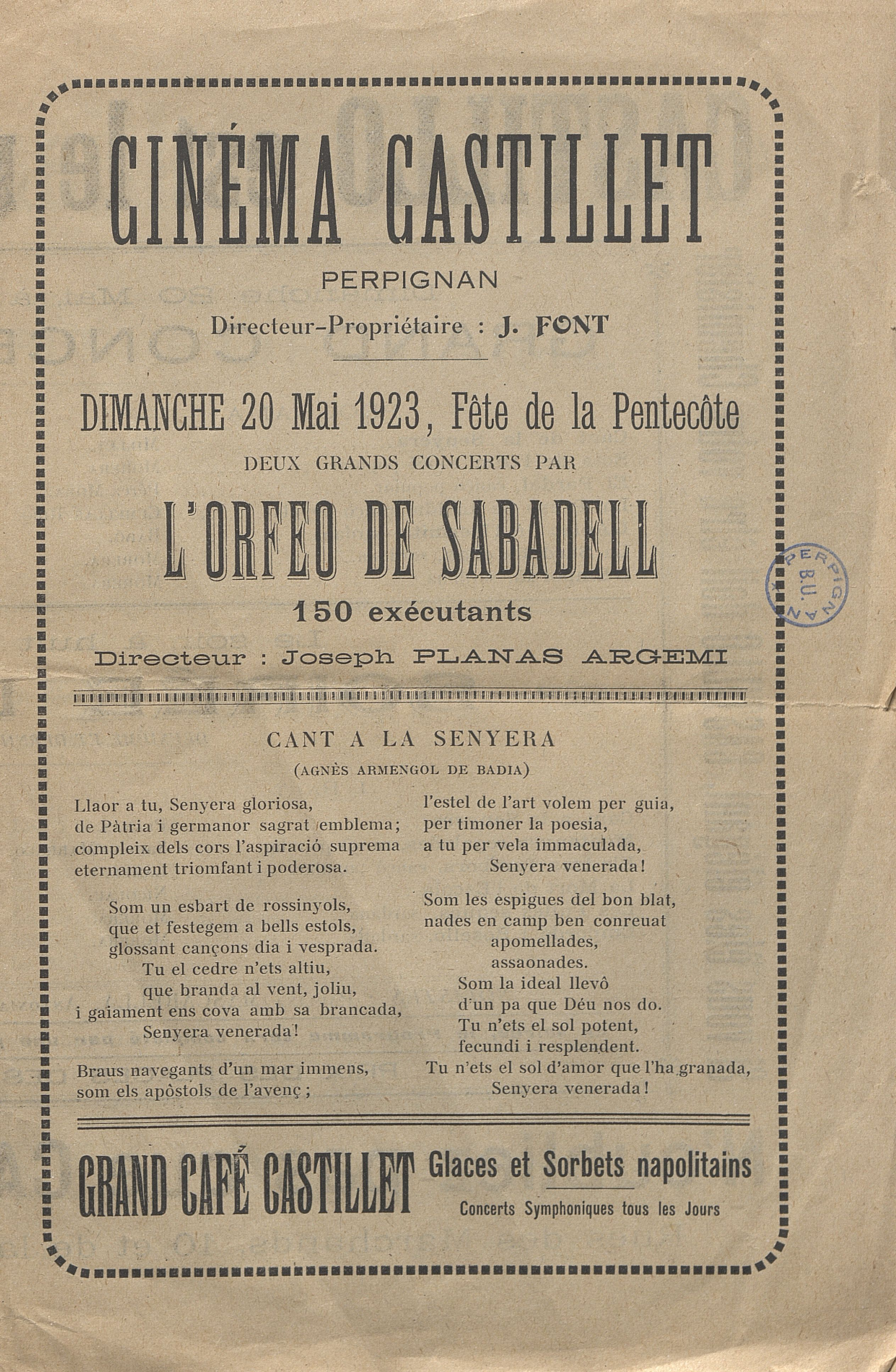
Sessió al Cinéma Le Castillet de Perpinyà

És un dels més antics orfeons de Catalunya. El sabadellenc Antoni de Paula Capmany, fundador del diari Lo Catalanista, al marc del moviment de la renaixença, contribuí «amb fe d'enamorat» a la fundació de l'Orfeó Català, i poc més tard «davant la perspectiva del bé que es podria fer […] laborà per tal que fos una realitat l‘Orfeó de Sabadell.» Va ser la primera entitat musical de Sabadell identificada amb els ideals que configuraven els primers orfeons de Catalunya. El juliol 1926, va ser l'Orfeó el conjunt que va estrenar al Teatre Líric de Mallorca la versió musicada de La Balanguera, declarat himne de Mallorca el 1996. El públic, en sentir-la «va posar-se dret i va obligar a què fos repetida fins a tres voltes».
Maria Rosa Fernàndez i Sanz és l'actual presidenta de l'entitat. A més de l'Orfeó pròpiament dit, l'entitat comprèn les corals Secció de Nens i Nenes (infantil) i Efebus (juvenil), dirigides des del 1989 per Gemma Fernàndez i Sànchez i, des de l'inici del curs 2015-2016 per Elisabet Erra.